# フェリーあかし
フェリーあかしは、阪九フェリーが運航していたフェリー。

## 概要
神田造船所で建造され、1972年11月20日に就航した。
1991年3月19日、ニューあかしの就航により引退した。
1991年、キプロスのMARLINESに売却され、DAME Mとなり、クルーズフェリーに改造され、1994年、パトラ - アンコーナ航路に就航した。
1995年は、パトラ - イグメニッツァ - アンコーナ航路で運航された。
1996年からCOTUNAVに傭船され、夏季にティノス - ジェノヴァ航路、 チュニス - マルセイユ航路で運航された。
1999年12月、キプロスのSalamis Lineに売却され、SALAMIS STARとなり、ピレウス - リマソル - ハイファ航路で運航された。
2002年からチュニジアのCOMANAVに傭船され、MARRAKESH EXPRESSとなり、チュニス - ジェノバ、チュニス - セット航路に就航した。
2008年、COMANAVに売却された。
2010年4月、BNI NSARと改名して、ジェノバ - タンジェ航路、セット - ナドール航路で運航されたが、COMANAVの倒産により係船された。

### 航路
阪九フェリー
- 小倉港（日明埠頭） - 神戸港

## 設計
フェリーながとの同型船である。   